# InSight
InSight, acronimo di Interior Exploration using Seismic Investigations, Geodesy and Heat Transport, è stata una missione spaziale per l'esplorazione di Marte sviluppata dalla NASA, il cui lancio è avvenuto il 5 maggio 2018 alle ore 12:05 UTC.
Il lander è atterrato sulla superficie di Marte nella regione della Elysium Planitia il 26 novembre 2018.
La missione includeva la dislocazione di un sismometro e di un sensore termico, che avrebbe potuto raggiungere una profondità di 5 metri al di sotto della superficie. Obiettivo della missione era effettuare investigazioni sulla struttura interna di Marte allo scopo di ricavare degli indizi sulle fasi più remote della formazione dei pianeti terrestri e più in generale sulla formazione del sistema solare.
Nella costruzione della sonda sono state riutilizzate soluzioni tecnologiche sviluppate per il Phoenix Mars Lander della NASA.

## Sviluppo

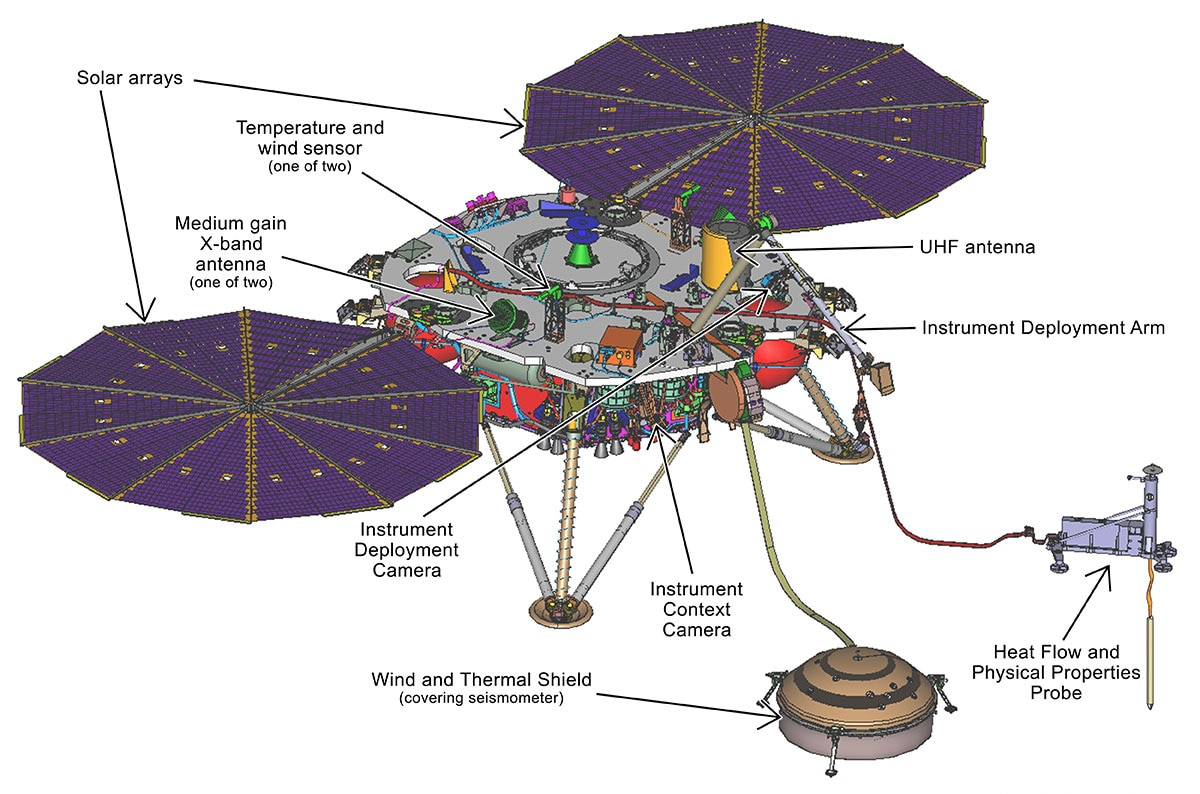
Schema del lander

InSight è stata una delle tre proposte di missione selezionate nell'ambito del Programma Discovery nel maggio del 2011 per procedere verso la fase di studio concettuale dettagliato, per la quale è stato assegnato un finanziamento di 3 milioni di dollari. Le altre due missioni selezionate sono state Titan Mare Explorer e Comet Hopper. Nell'agosto del 2012, InSight è stata selezionata per procedere verso la fase di sviluppo e lancio, previsto per il 2016.
Sviluppata dal Jet Propulsion Laboratory (JPL) per la NASA, con la collaborazione di istituzioni scientifiche europee e giapponesi, Nel 2012 si calcolò che la missione poteva raggiungere un costo di 425 milioni di dollari, importo da cui sarebbe escluso il costo del lancio.
InSight era inizialmente nota come GEMS (Geophysical Monitoring Station), ma le è stato cambiato nome su richiesta della NASA.

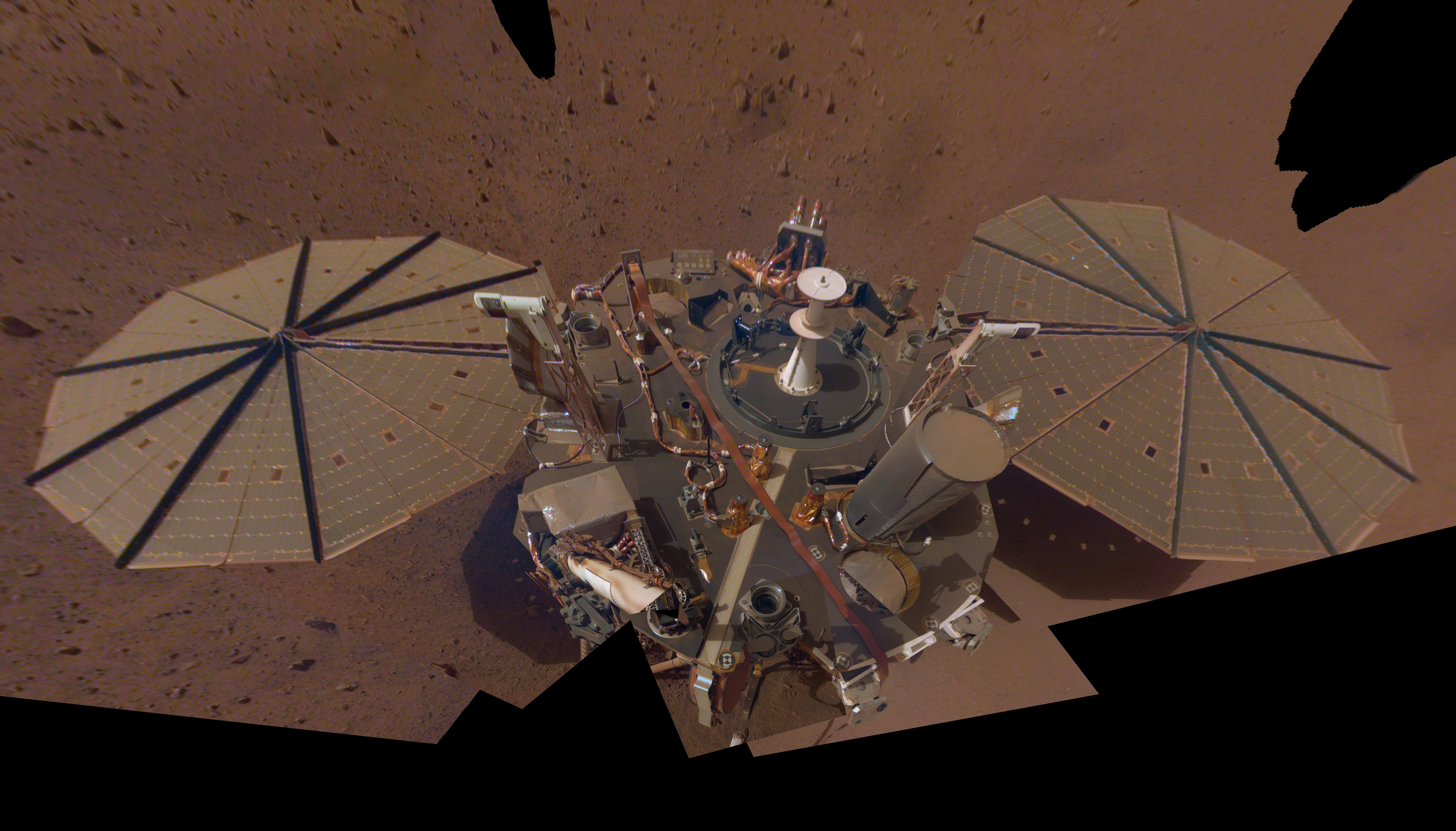
Selfie del lander ricavato combinando 14 immagini (11 aprile 2019)

### Rinvio del lancio
Il 22 dicembre 2015 in un comunicato la NASA annuncia la decisione di rimandare il lancio alla finestra di lancio successiva (maggio 2018) per via di un problema ad una saldatura dello strumento SEIS (Seismic Experiment for Interior Structure): un sismografo di produzione francese in grado di rilevare movimenti del suolo dell'ordine di un diametro atomico.
Lo strumento ha bisogno che i suoi tre sensori si trovino in una situazione di vuoto quasi perfetto. La camera a vuoto è stata prodotta dalla Sodern, per conto del CNES. Tuttavia, alcune verifiche condotte nel dicembre del 2015 hanno indicato che il sigillante avrebbe perso funzionalità alle temperature marziane. Non è stato però possibile risolvere il problema in tempo utile per procedere con il lancio.
La sonda è tornata negli stabilimenti della Lockheed di Denver per le dovute riparazioni; li ha atteso la nuova finestra di lancio.
Nel marzo del 2015, la NASA ha assegnato al JPL la realizzazione di un nuovo sismometro ed indicato una nuova data di lancio nel 5 maggio 2018, effettuato in seguito con successo. Un ulteriore rinvio avrebbe potuto costare 150 milioni di dollari ed impedire la selezione di due missioni nell'ambito del Programma Discovery.

## Obiettivi
La missione ha previsto l'atterraggio di un lander sulla superficie di Marte, precisamente sull'Elysium Planitia, una vasta regione vulcanica in prossimità dell'equatore. L'atterraggio è avvenuto il 26 novembre 2018 alle 19:54 UTC. Suo obiettivo primario raccogliere indizi sulla storia evolutiva più remota dei pianeti terrestri del sistema solare, conducendo uno studio approfondito sulla struttura interna di Marte e sui processi che hanno contribuito alla sua formazione. La sonda è alimentata da pannelli fotovoltaici per l'approvvigionamento elettrico della strumentazione scientifica.
In particolare, rilevare l'attività sismica eventualmente presente sul pianeta, il flusso termico proveniente dal suo interno, le dimensioni del suo nucleo e il suo stato - liquido o solido. Obiettivo secondario della missione è condurre uno studio sulla geofisica, l'attività tettonica e sugli impatti di meteoriti su Marte, dati che potrebbero fornire indicazioni utili anche per la comprensione degli stessi fenomeni sulla Terra.

## Strumentazione scientifica

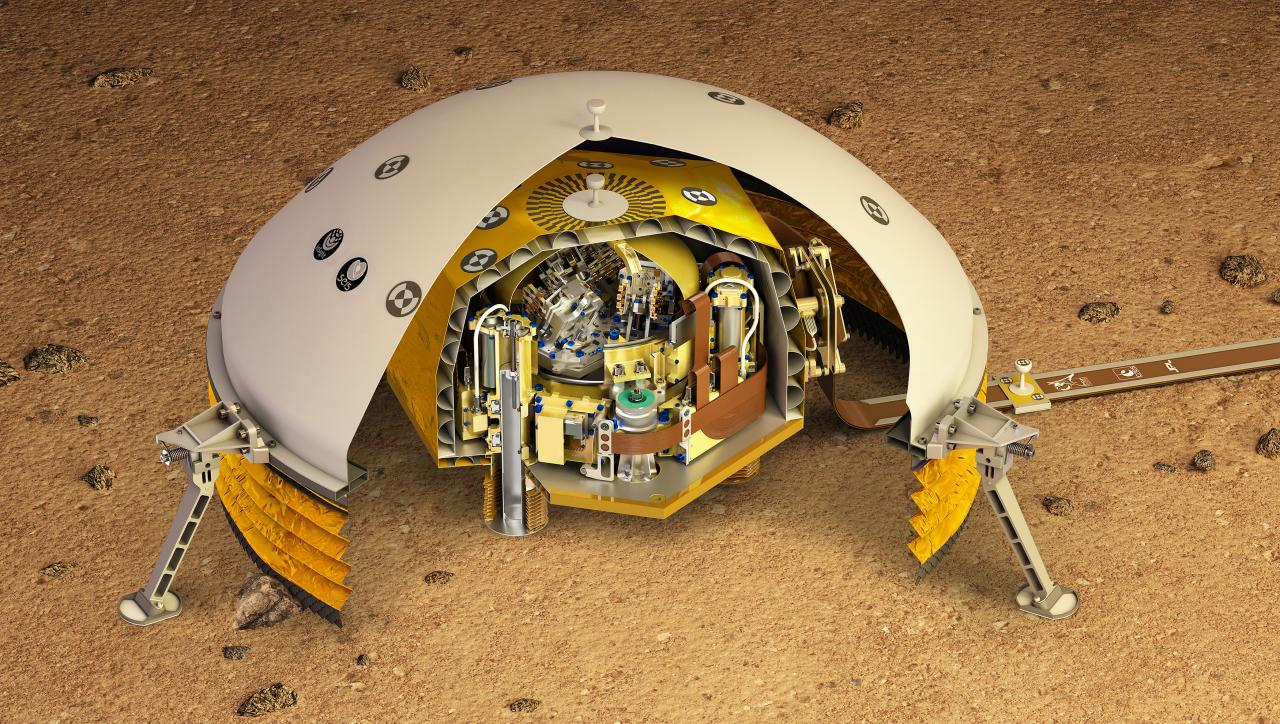
Spaccato del sismografo

La sonda è dotata di due strumenti principali:
- Seismic Experiment for Interior Structure (SEIS), un sismografo, per misurare l'attività sismica sul pianeta per una migliore comprensione della struttura interna e della storia di Marte. È stato fornito dal Centre national d'études spatiales (CNES) francese, con la partecipazione dell'Institut de physique du globe de Paris, del Politecnico federale di Zurigo, del Max Planck Institute (MPS), dell'Imperial College di Londra, dell'Institut supérieur de l'aéronautique et de l'espace (ISAE) e del JPL;
- Heat Flow and Physical Properties Package (HP3), fornito dal Deutsches Zentrum für Luft- und Raumfahrt (DLR), un sensore per la misura del flusso termico che un braccio estensibile avrebbe dovuto portare ad una profondità di 5 metri.[6]

I sensori di vento e di temperatura, insieme ad un sensore di pressione ad alta risoluzione (10 mPa) fornito dal Centro de Astrobiología spagnolo monitorano le condizioni atmosferiche del sito di atterraggio, mentre un magnetometro misura i disturbi causati dalla ionosfera marziana.
Il sistema di comunicazione in banda X della sonda è utilizzato inoltre per condurre il Rotation and Interior Structure Experiment (RISE): attraverso l'accurata determinazione della posizione della sonda vengono ottenute misurazioni più accurate del periodo di rotazione del pianeta e sulla sua struttura.

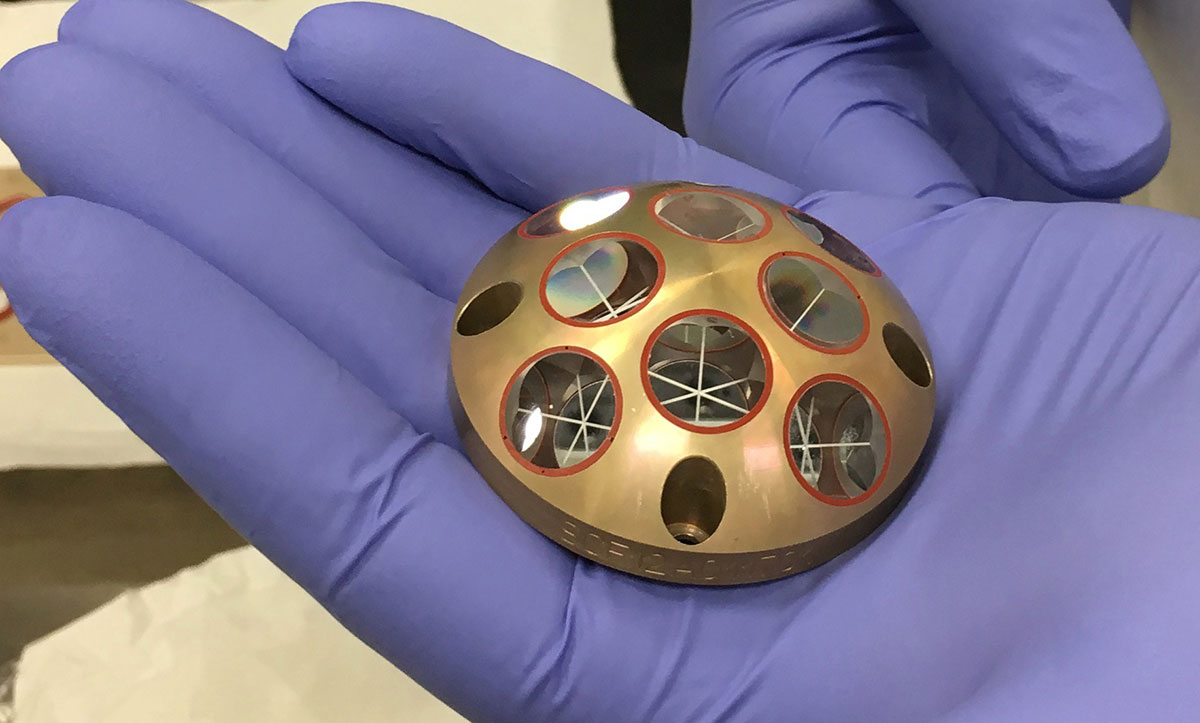
Strumento LaRRI

La sonda interplanetaria, ha viaggiato per oltre sei mesi per raggiungere Marte orientandosi grazie al sensore stellare Star Tracker, prodotto in Italia come lo strumento LaRRI, un microriflettore, che ha come compito quello di fornire la posizione accurata del lander una volta atterrato sul pianeta rosso.
Infine, la sonda è stata dotata di due fotocamere in bianco e nero con un campo rispettivamente di 45° e di 120°, che vengono utilizzate per agevolare il posizionamento degli strumenti.

## Missione

### Lancio
Il lancio era inizialmente previsto per il marzo 2016 ma è stato rinviato al 5 maggio 2018 alle ore 11:05 UTC per problemi riscontrati nel sismometro di cui è dotata la sonda.
Il lancio è avvenuto con successo nella data stabilita alle 12:05 UTC con il vettore Atlas V-401 dalla Vandenberg Space Force Base.

### Atterraggio
Il 26 novembre 2018, alle ore 19:52:59 UTC, la sonda è atterrata a Elysium Planitia fornendo la telemetria ai due CubeSat sperimentali Mars Cube One; nel complesso la manovra di atterraggio, dall'entrata nell'atmosfera di Marte al contatto con la superficie è durata solo 6 minuti e mezzo. Non è stato rilevato nessun problema durante questa fase e già dopo mezz'ora aveva dispiegato i pannelli solari e iniziato alcuni test.

### Attività
Un mese dopo, a dicembre 2018, lo strumento sismico era già posizionato e operativo. Nell'aprile del 2019 la NASA ha comunicato di aver rilevato il primo terremoto marziano (anche detto, martemoto).
L'altro strumento principale, HP3, programmato per marzo 2019, ha avuto delle difficoltà a raggiungere la posizione corretta al di sotto della superficie, in quanto il terreno era in superficie di natura molto più morbida di quella prevista e ha impedito al martelletto perforatore di operare completamente.

Ultimi tentativi per l'interramento dello strumento HP (9 gennaio 2021)

Dopo ripetuti tentativi di ripristinare il corretto funzionamento della talpa, un battipalo lungo 16 pollici (40 centimetri) collegato al lander da un cavo con sensori di temperatura incorporati, a gennaio 2021 il gruppo responsabile dello strumento ne ha dichiarato la fine operativa.

### Estensione missione
In origine prevista una durata della missione di due anni (pari ad un anno marziano), a inizio 2021 è stata estesa di ulteriori due anni, sino a dicembre 2022.
Il 14 aprile 2021 InSight è entrato in modalità di ibernazione d'emergenza in quanto i suoi pannelli solari erano coperti di polvere marziana tale per cui non permettevano un quantitativo d'energia elettrica per l'utilizzo dei sensori del lander. A giugno 2021, per rimediare, il braccio robotico ha fatto cadere del terriccio marziano su di un pannello, aiutando così il vento a portare via un po' della polvere depositata. Questo ha consentito di guadagnare circa 30 Wh al giorno e di ritardare per qualche settimana lo spegnimento di alcuni strumenti.

### Termine della missione
A seguito di importanti tempeste di polvere che ne hanno ostacolato l'operatività ostruendo i pannelli solari ed impedendone la ricarica, il lander ha smesso di comunicare con la terra il 15 dicembre 2022. Passate le due sessioni di comunicazione fallite, la NASA ha dichiarato la fine della missione il 21 dicembre 2022, dopo 4 anni di presenza su Marte del lander. Il Deep Space Network resterà in ascolto di eventuali segnali dal lander per un certo periodo di tempo.

## Curiosità

Schema dell'HP^{3}

La NASA ha proposto un'iniziativa mediatica che ha coinvolto il pubblico appassionato: la sonda è stata dotata di due microchip con incisi i nomi di circa 2,4 milioni di persone partecipanti: tramite la compilazione di un form è stato possibile far aggiungere il proprio nome ricevendo una sorta di carta di imbarco con lo stemma ufficiale della missione.